# دائرة لوفان
دائرة لوفان  هي دائرة إدارية في بلجيكا، تتبع برابانت فلاماند، وDyle (department) ‏، وProvince of Brabant ‏، وSouth Brabant ‏.

## التقسيمات الإدارية
- Aarschot [الإنجليزية]‏
- Begijnendijk [الإنجليزية]‏
- Bekkevoort [الإنجليزية]‏
- Bertem [الإنجليزية]‏
- Bierbeek [الإنجليزية]‏
- Boortmeerbeek [الإنجليزية]‏
- Boutersem [الإنجليزية]‏
- Diest [الإنجليزية]‏
- Geetbets [الإنجليزية]‏
- Glabbeek [الإنجليزية]‏
- Haacht [الإنجليزية]‏
- Herent [الإنجليزية]‏
- Hoegaarden [الإنجليزية]‏
- Holsbeek [الإنجليزية]‏
- Huldenberg [الإنجليزية]‏
- Keerbergen [الإنجليزية]‏
- Kortenaken [الإنجليزية]‏
- Kortenberg [الإنجليزية]‏
- Landen [الإنجليزية]‏
- لوفان
- Linter, Belgium [الإنجليزية]‏
- Lubbeek [الإنجليزية]‏
- Oud-Heverlee [الإنجليزية]‏
- Rotselaar [الإنجليزية]‏
- Scherpenheuvel-Zichem [الإنجليزية]‏
- ترفورين
- Tielt-Winge [الإنجليزية]‏
- تينين
- Tremelo [الإنجليزية]‏
- Zoutleeuw [الإنجليزية]‏.